# Clackmannan
Clackmannan (Clach Mhanainn en gaélique (gd)) est une ville et une paroisse civile d'Écosse, située dans la région du Clackmannanshire (à qui elle donne son nom). Elle est située dans la vallée de la Forth, dans les Central Lowlands, à 3 km au sud-est d'Alloa, le siège du comté.

## Histoire
Le nom de la ville signifie Stone of Mannan soit la « pierre de Mannan », un monument d'époque pré-chrétienne située sur le territoire de la commune et qui est toujours visible dans un parc du centre-ville.
La ville était historiquement la ville principale et le siège du comté de Clackmannanshire avant de céder ce rôle à Alloa.

## Sports
La ville a abrité le club de football de Clackmannan Football Club, membre de la Scottish Football League entre 1921 et 1926.